# メイド イン ワリオ ゴージャス
『メイド イン ワリオ ゴージャス』（国外版タイトル：英: WarioWare Gold）は、任天堂より日本では2018年8月2日に発売されたニンテンドー3DS用ゲームソフト。

## 概要
メイド イン ワリオシリーズとしては『ゲーム&ワリオ』から5年ぶりの新作であり、携帯機タイトルとしてはニンテンドーDSで発売された『メイドイン俺』以来9年ぶりの新作となる。この作品を以って、『さわるメイドインワリオ』から14年続いた『ニンテンドーDSシリーズ』における『ワリオシリーズ』のゲームソフトの開発は終了した。
今作はシリーズの集大成であり、過去の歴代シリーズに登場した定番に加え今作で登場する新作も含め、シリーズ最多の300種類のプチゲームが収録された傑作選的作品となっている。そのため、ボタン操作を始め3DS本体を傾けるジャイロ操作やタッチ操作、マイク入力といった、これまでのシリーズに採用されてきた様々な操作方法に対応している。また、今作では初めてワリオを含む全キャラクターがフルボイスで台詞を喋るようになっている。公式サイトではキャラクターのPVが見られる。
キャラクターデザインは前作に引き続き竹内高が担当だが、今作から全体的に等身が低く、丸みを帯びたデザインに再リニューアルしている。 また前作では瞳の色が全員黒に統一されたが、今作から再びキャラクターごとに違う色に変更した。 

## あらすじ
ラックス村でお宝を手に入れたワリオは、散財で有り金を使い果たしてしまう。その時、ワリオはゲームが売れているニュースを見てゲーム大会の開催をひらめき、再び大儲けを企む。

## 登場キャラクター

### 主要人物
ワリオ（ジャンル：テハジメ）
声 - 近藤浩徳
ワリオカンパニーの社長であり、トレジャーハンターでもあるのだが、散財癖がひどいためすぐに金欠になる。
ラックス村でお宝を手に入れたものの全財産を使い果たしてしまい、再び大儲けするためにゲーム大会を開く。参加費は1万コイン必要だが、優勝すれば賞金として1千万コイン。
3つのリーグ全てに最初のステージとして登場し、プチゲームの難易度も全体的に低め。スピードアップは1周につき1回のみ（他は2回）となっているが、上限は他のステージよりも高く設定されている。
いずれもライフはニンニク。3ゲームクリアでスピードアップし、7ゲームでステージクリア。また、いずれのステージも1回でもボスステージに到達すれば、全てのプチゲームが揃う。
ルールー
声 - 武藤真子
今作の新キャラクター。ワリオ主催のゲーム大会に乱入してきた、赤リボンと黒い太眉にそばかすが特徴の少女。小柄だが水鉄砲や弓といった射撃、ヤングクリケットの腕にしがみつくなど、運動神経が非常に良い。好きな食べ物は肉の丸焼きと木の実のクッキー。
ラックス村の村長ポーの家宝とする壺がワリオに盗まれたため、それを取り戻すためにダイヤモンドシティにやって来た。「ラックス村の勇者」と自称している。後にクリスタルパークでワンのすけという犬と出会い、友達になる。虹がでて喜ぶという、子供らしいシーンも。

### ピコピコリーグ
ジミー・T.（ジャンル：スポーツ）
声 - 亀谷祐馬
ワリオの幼馴染でもある、アフロ（カツラ）が特徴のホットかつクールなダンサー。
サファイアストリートにて偶然会った女子大学生（アイミ、ユメミ）の頼みで写メの撮影に応じる。実は彼女たちが撮っていたのはジミーではなくアフロのなかに入り込んだ子猫であり、二人は彼を子猫の飼い主と勘違いしていた。
ライフは携帯電話の電池マーク。6、11ゲームクリアでスピードアップし、15ゲームでステージクリア。
モナ（ジャンル：せいかつ）
声 - 青木瑠璃子
元気で明るく、甘い物・可愛い物と変な物好きの女子高生。将来の夢はトレジャーハンターで、ワリオに憧れている。
パーティー用のドレスを買おうとジョーの店に立ち寄る。今作でもアルバイトをしており、ワリオにもバイト代を要求している。
ライフはハンガー。6、12ゲームクリアでスピードアップし、18ゲームでステージクリア。
ドリブル＆スピッツ（ジャンル：ファンタジー）
声 - 亀谷祐馬（ドリブル）、山口和也（スピッツ）
ご近所から宇宙の果てまであらゆる場所に届けてくれるタクシードライバーのコンビ。
宇宙戦争に巻き込まれ、そこでスペースギャングに襲われる。ビームの一撃を食らい、怒りに燃えるスピッツにより、タコ型の砲台一門でギャングに戦いを挑む羽目になる。
ライフはスピッツのマスコット。5、11ゲームクリアでスピードアップし、17ゲームでステージクリア。
ファイブワット（ジャンル：ニンテンドー）
声 - 青木瑠璃子
ナインボルトの母親で、ゲーム好きな専業主婦。今作にてステージ初登場。
テレビショッピング内のエクササイズを始める。なお、テレビショッピング内で紹介したフライパンは常人には持てないほど重いため、彼女は「何で売ろうと思ったのかしら」とツッコミを入れている。エピローグにて、棚の下に入ってしまったナインボルトの携帯ゲーム機を取るために片手で棚を持ち上げるなど早速エクササイズの成果を見せていた。
ライフは鉄アレイ。3、8ゲームクリアでスピードアップし、15ゲームでステージクリア。

### ぐるぐるリーグ
アシュリー＆レッド（ジャンル：ファンタジー）
声 - 福原綾香（アシュリー）、武藤真子（レッド）
怖い物好きで可愛いものが嫌いなひねくれ者の魔女見習いと、苦労性な使い魔。
召還した魔物クルシージョに魔王ハラ・ペーコを倒して欲しいと頼まれ、異世界を冒険する。
ライフはドクロ。6、11ゲームクリアでスピードアップし、15ゲームでステージクリア。
Dr.クライゴア（ジャンル：スポーツ）
声 - 松井謙典
肉体改造により齢100歳を越える科学者で、ペニーの祖父。怖いものが苦手らしく、絶叫することが多い。
アゲート森林で研究材料のキノコ狩りをしていた所、かつて自身が開発して捨てたお掃除ロボットのクリナに追いかけられる羽目になる。
ライフはキノコ。4、9ゲームクリアでスピードアップし、15ゲームでステージクリア。
ペニーのステージにも登場し、彼女の作った「キラキラボイス・アルティメット」を飲まされ甲高い声になってしまう。
エイティーンボルト（ジャンル：ニンテンドー）
声 - 木村昴
ナインボルトの親友で、ゲーム好きなラッパー。
学校帰りにラクオという男の子に出会い、彼が持っていた3DSを奪ったサーティーンアンプと、3DSを賭けてラップ対決をする。
ライフはレコード。3、9ゲームクリアでスピードアップし、15ゲームでステージクリア。
ペニー（ジャンル：せいかつ）
声 - 榎吉麻弥
クライゴアの孫娘。祖父譲りの科学知識で今作では新薬を開発する。
アイドルを目指すため、誰でも綺麗な声になる薬「キラキラボイス・アルティメット」を発明、クライゴアに飲ませたところ副作用で腹を下してしまったため、さらに「お腹にいい菌がジャンジャン増える薬」を発明して飲ませる。
ライフは試験管。4、10ゲームクリアでスピードアップし、17ゲームでステージクリア。

### タッチリーグ
カット＆アナ（ジャンル：せいかつ）
声 - 榎吉麻弥（カット）、松山ユイ（アナ）
忍者修行に励む、5歳の双子の女の子。
一人前の忍者になるため、二人で道場にて忍者試験を受ける。だがその内容は「出てくる料理を全部食べる」というものだった。
ライフは湯呑み。6、12ゲームクリアでスピードアップし、17ゲームでステージクリア。
ナインボルト（ジャンル：ニンテンドー）
声 - 小市眞琴
ニンテンドーマニアなゲーマー小学生で、ファイブワットの息子。
学校で苦手な算数の授業を受けようとしていた所を机の上にいたしゃぎぃと話をする。そのなかで、ゲームに例えて答えていけばいいというアイデアを出し、RPG感覚で解いていくことになる。
ライフはハート。4、9ゲームクリアでスピードアップし、15ゲームでステージクリア。
ヤング・クリケット＆マスター・マンティス（ジャンル：スポーツ）
声 - 鈴木崚汰（クリケット）、浜添伸也（マンティス）
若き格闘家とその師匠。マンティスは「修行」と称して行きたいところに行く癖があり、真面目なクリケットは律儀に修行と思い込んでついていく。
二人は遊園地に「修行」に来ており、ダイヤモンドメリーゴーランドに乗る。ルールーがクリケットを一目で気に入って彼の腕につかまり、ほどよい重りと思われた。
ライフは白馬。3、9ゲームクリアでスピードアップし、15ゲームでステージクリア。
オービュロン（ジャンル：ファンタジー）
声 - 浜添伸也
地球侵略を目指しつつも長いこと滞在している宇宙人。今作では年齢が2018歳になっている。
バーガーショップ「スターダイヤ」でダイヤモンドダブルバーガーを注文しようとしたが、材料である豚肉が無くなって販売できない状態になっていた。そこでアブダクションの要領で豚を捕まえに行くも、「生きているのは駄目」と断られた。
ライフは星。4、10ゲームクリアでスピードアップし、17ゲームでステージクリア。

### ウルトラリーグ
ダンシングチーム（ジャンル：スポーツ、せいかつ）
ジミー・T.、モナ、Dr.クライゴア、ペニー、カット&アナ、ヤング・クリケット&マスター・マンティス、マイク、しゃぎぃで構成されたチーム。全ての「スポーツ」、「せいかつ」ジャンルが登場する。
この他マイクを使う「フーフー」ゲームや制限時間の短い「ふいうち」ゲームが登場し、ボスステージは初めからレベル3の状態でスタートする（バーベキューチームも同様）。
ストーリーはジョーが経営している「クラブジョー」に閑古鳥が鳴いているのをジミー達が客寄せのために色々な呼び込みを始める。
ライフはミラーボール。7、14ゲームクリアでスピードアップし、22ゲームでステージクリア。
バーベキューチーム（ジャンル：ファンタジー、ニンテンドー）
ドリブル&スピッツ、ファイブワット、アシュリー＆レッド、エイティーンボルト、ナインボルト、オービュロン、マイク、しゃぎぃで構成されたチーム。全ての「ニンテンドー」、「ファンタジー」ジャンルが登場する。
ストーリーはペリドットキャンプ場でバーベキューをすることになる。それぞれバーベキューに使う食材を調達してきたが、中には焼いたら爆発する「魔界シーフード」と蒸発する「宇宙にんぢん」、更には後述の「マンドラゴラ」といった食材を持ってきたメンバーがいたためナインボルトは落胆するが、ファイブワットの提案でトランプゲームをしようと呼びかけた。そしてイエティファミリーが現れ、仲間達のゲームを鑑賞してくる。
ライフはバーベキュー。7、14ゲームクリアでスピードアップし、22ゲームでステージクリア。
ワリオデラックス（ジャンル：ナンデモアリ）
全ての「ナンデモアリ」ジャンルが登場する。ゲーム中盤からルールーが乱入する形で登場する。
ウルトラリーグの最終ステージに登場。ワリオがラックス村の宝の壺を頭にかぶったことで変身した姿。服装が金色のスーツを身につけ、（大会の準備による寝不足のため充血で）瞳が赤く、口調が邪悪になる。
最終ステージにふさわしく全ての操作を要求する。11ゲーム目から14ゲーム目まではワリオデラックスの妨害により次のプチゲームでどの操作をすべきか分からなくなるなど、難易度は高い。プチゲームもこれまでのシリーズ同様、全てワリオが登場する（ボスを除くテハジメも含める）ものとなっており、テハジメのプチゲームは初めからレベル2の状態でスタートする。このステージのみ、プチゲーム中でもBGMが変わらず、成功、失敗が確定しても最後までカウントダウンが行われる。また、ワリオステージ同様にスピードの上限は他のステージよりも高く設定されている。
ステージクリア後のムービーで、ルールーによって元のワリオに戻る。ワリオが手に入れた壺が実はおまるだとルールーにカミングアウトされたことで「宝はくれてやる!」と壺をルールーに返した。その後、強引に締めくくろうとした際に仲間達がバイト代を請求しに来たため大会で儲けたコインを持って逃走を図ろうとするも転倒し、クリケットの「金剛石不動拳」で取り押さえられ、儲けたコインも山分けされてしまった。
ライフは金の延べ棒。6、18ゲームクリアでスピードアップし、25ゲームでステージクリア。なお、14ゲームクリアでルールーが乱入するが、未クリア時は一旦中断されムービーが入る。

### ウルトラリーグのみ出演
マイク
声 - 鈴木崚汰
クライゴアが作ったカラオケ機能内蔵ロボット。
アゲート森林でキノコ狩りをしていたクライゴアを迎えに来ていた。
彼が担当するプチゲームは3DS本体のマイクを使う「フーフー」で統一されている。
しゃぎぃ
声 - 山口和也
ナインボルトのペットである謎の生物。
ダイヤモンド小学校に来ており、算数が苦手なナインボルトに算数をゲームに例えて教える。
彼が担当するプチゲームは制限時間が4カウントと短い「ふいうち」というジャンルで統一されている。

### ゲストキャラクター
ベン
声 - 武藤真子
犬の姿をした、ダイヤモンドテレビの新人ニュースレポーター。真面目な性格で、毎日公園で「いいのか～!?」を言って発声練習。『初代』に登場したケンと『ゲーム&ワリオ』に登場したジョンの後輩。
ウチューうさぎ
メイド イン ワリオシリーズに登場するウサギ型宇宙人。今作ではワリオが主催するゲーム大会の運営スタッフとして登場している。ギャラは高いが、仕事は完璧にこなす。
ワンのすけ
クリスタルパークに住む野良犬で、ルールーの友達になる。時計の近くにあるベンチがお気に入り。
アイミ、ユメミ
声 - 福原綾香（アイミ）、青木瑠璃子（ユメミ）
ジミーが出会った女子大学生二人組。アイミは遊び人に見えて成績はトップで、将来の夢は獣医。ユメミはアイミの後輩でよくモテており、将来は動物の研究者を目指す。
ネコ
路地裏に住むメス猫。名前はない。クッションや毛布などのふかふかした物が大好き。街には仲間がたくさんいて、ボーイフレンドもいる。
ジョー
声 - 竹内高
ブティックとクラブの店長。リボンとドレスの初恋の女性がいるらしい。
担当声優の竹内は本作のキャラクターデザイナーでもある。本作でのムービーはスタッフが仮の声を録音し、それに合わせて絵を描くという形で制作されたが、ジョーの声は雰囲気が良かったためそのまま竹内が起用された。
スペースギャング
宇宙の平和を乱すギャングたち。ひとしきり暴れると全員星に帰ってぐっすり眠る。ごくたまに地球を観光しており、地球の花をお土産に持って帰っている。
ミスターハッスル
声 - 木村昴
テレビショッピングのプレゼンター。購入時にエクササイズもついている。いつも元気で早朝の仕事やランニングも笑顔で取り組む。たくましい腕がたまらないということで奥様達に人気。実は『リズム天国』のレスラー会見に登場するレスラーの知り合いだったりする。
クルシージョ
声 - 木村昴
アシュリーが召還した魔物。魔王ハラ・ペーコに食べ物を取られて暮らしが苦しくなり、アシュリーに魔王を倒すよう頼む。「オオン」などうめき声しか話せないが、実は話せる。魔界ではエンジニアとして働いており、妻子持ち。
魔王ハラ・ペーコ
クルシージョから食べ物を取り上げた。いかにも魔王らしい外見をしている（顔があるのどちんこが本体らしい）。アシュリーに倒されると、改心して外見まで変わった。
クリナ
声 - 小市眞琴
クライゴアが発明したメイド型掃除用ロボット。「色が気に入らない」という理由で捨てられ、森林で偶然クライゴアと出会い追い回す。その後、クライゴアに修理されそのまま引き取られた（なお、捨てられた理由である色は変わっていない）。マイクから「森林に現れるゴースト」と思われたが、本人は「今まで人を襲ったことはない」と言っている。掃除用として作られたため、常に箒とバケツを持っている。
ラクオ
声 - 榎吉麻弥
アライグマの男の子。持っていた3DSをサーティーンアンプに取られた。アライグマなので持ち物を水場に持っていくとすぐに洗うらしい。持っている3DSは誕生日に両親から買ってもらったもの。
サーティーンアンプ
声 - 松山ユイ
高校生のラッパー。女の子だが一人称は「オレ」。ラクオから3DSを奪い、エインティーボルトとラップで勝負する。負けた後、エインティーンボルトをライバルとして認めたものの、エインティーンボルトが小学生だと知って驚く。最近ダイヤモンドシティに引っ越してきたばかり。両親が厳しいため、ラッパー活動は両親には内緒にしており、家では部屋にこもって本ばかり読んでいる。
コトブキさん
声 - 武藤真子
忍者試験の隣のフードファイター試験の門番を務める老婆。カット&アナはこの試験を忍者試験と勘違いした。イチゴのパフェが好物。元寿司職人。『おすそわける』では、オービュロンの機械に吸い込まれてしまう(全く表情を変えないが)。
ニンタ
声 - 松井謙典
忍者試験の案内役の忍者。緊張するとトイレが近くなる癖があり、カット&アナが試験の会場に来ていた時もトイレに行っていて不在だった。得意な忍術は水遁の術。持っている巻物には難しい忍術やカレーの作り方などが書かれている。
ダニー
声 - 松井謙典
バーガーショップ「スターダイヤ」でオービュロンにスピーカー越しに応対した大学生バイト。ギターを買うためにバイトしており、将来は有名なミュージシャンになるらしい。姿は現さず、声だけの出演となっている。
ぶたサン
オービュロンにミューティレートされた豚たち。ダイヤモンドシティの外れの、気のいい夫婦が営むファームで飼われているハーブ豚で、時々森で土の中にある美味しいキノコを探し当てる。
マンドラゴラ
アシュリーがバーベキューの材料として持ってきた。レッド曰く、悲鳴を聞くと死んでしまうらしく、スピッツがレッドを脅かして気絶させた。アシュリーはこれを焼いた時の匂いが好き。本作には、マンドラゴラがメインとなるミニゲームも収録されている。
イエティファミリー
山に住んでいるイエティの大家族。その数は彼ら自身も分かっていないほど大人数。都会の人々に興味を持っており、誰かがゲームをしているとその人たちを鑑賞している。
ポー
声 - 亀谷祐馬
ラックス村の村長。エンディング後のエピローグのみに登場。家宝は壺型のおまる。それをワリオに盗まれルールーが取り戻している間に、ウォシュレット付きの新しいおまるを作った。

## ゲームモード
従来どおり各キャラクターが出題するプチゲームをクリアしていくストーリー、遊んだ事のあるゲームを練習できるずかん、特殊な条件の下プチゲームを遊ぶチャレンジ、コレクション要素やサブゲーム集ガチャコロンの4つのモードが用意されている。
プチゲームおよびストーリーモードのステージは大まかに、
- 十字キーとAボタンを使用するピコピコ（英：Mash）
- 画面回転とAボタンを使用するぐるぐる（英：Twist）
- 画面へのタッチ操作を使用するタッチ（英：Touch）

という3種類の操作タイプに分けられる。これに加えて全ての操作タイプのゲームが混ざって登場するウルトラでは、基本的にはプチゲームの出題直前にピコピコ/ぐるぐる/タッチ/フーフー（英：Blow）（マイク操作を要求するゲーム / ウルトラのみ登場）のうちどれを使用するかのガイドが表示されるようになる（『おどる メイド イン ワリオ』でのお作法指示と似た形式）。

### ずかん
一度ストーリーかチャレンジで遊んだ事のあるゲームを選択して練習できるモード。今回は『合格点』ルールが復活し、超えるスコアを獲得したゲームには花マークがつく。プレイは基本的にレベル1→レベル2→レベル3→レベル1…の順番で行い、1周することにスピードアップしていく。なお、通常ステージとは違い、最大4倍速までスピードが上昇する。スタート画面は、初代のワリカセのようになっている。
プチゲームは前述の操作タイプのほか、内容のモチーフによってスポーツ、せいかつ（前作までのヘンナノ、タベモノに該当）、ファンタジー（前作までのSF、イキモノに該当）、ニンテンドーなどのジャンル分けがなされており、図鑑ではこれらの分類からプチゲームを絞り込む事ができる。

### チャレンジ
チャレンジは、ストーリーをクリアすると遊べるようになる。
ごちゃまぜ / スリリング / げきむず（ライオン / ワニ / タカ）
シリーズ恒例の全収録プチゲームからランダムに出題されるモード。操作タイプは ピコピコ/ぐるぐる/タッチ/ウルトラ/ウルトラ･ガイドなし（ごちゃまぜのみ）の4+αコースから選択。
ごちゃまぜは徐々にスピードアップし、20ゲームごとにレベルアップ（スピードは最低に戻るが、レベル3以降はそのままスピードアップする）。
スリリングはスピードは変わらないが最初からレベル3でゲームが登場する上、ライフが1で固定。
げきむずは全てのゲームがレベル1のみだが、最初から高速で始まる上、徐々にスピードアップしていく。
ワリウォッチ
『まわるメイドインワリオ』で登場した同名ステージのリメイク版。操作タイプは ピコピコ/ぐるぐる/タッチ/ウルトラ の4コースから選択。
このモードではライフが設定されていない代わりに、全体を通しての制限時間がプチゲームのものとは別に設定されており、これが0になるとゲームオーバーとなる。制限時間はプチゲームをクリアすると数秒（ボスゲームをクリアすると十数秒）加算され最大30秒まで回復する。また本モードではプチゲームに失敗した場合スコアが加算されない（『まわるメイドインワリオ』と同じスコア計算法）。
残り20秒（ぐるぐるコースのみ25秒）でスタートし、通常ステージのようにスピードアップ・レベルアップとボスゲームが行われるノーマルモードと、残り6秒でスタートし、最初からレベルアップした状態で徐々にスピードアップしていくギリギリモードの2つに挑戦できる。なお本モードのボスゲームはスポーツジャンルに固定され、クリア条件もワリウォッチ用に調整されたものになっている。
こっそりゲーマー
ゲーム&ワリオで登場した『ゲーマー』の移植版。操作タイプはピコピコ。
夜、お母さん（ファイブワット）に隠れてナインボルトがプチゲームに挑戦していく。上画面にナインボルトの部屋の様子が、下画面にプチゲームが表示され、上画面にお母さんがやって来る気配を感じたらLボタンとRボタンの同時押しで寝たふりをする（寝たふり中プチゲームは一時停止する）。
ルールはゲーム&ワリオ版と同じだが、お母さんの登場パターンやフェイントのパターンが増加している。
おじゃまワリオ
ストーリーモード最終ステージ『ワリオデラックス』の発展系となるゲームモード。操作タイプはウルトラ。
上画面に登場するワリオデラックスがプチゲーム中に様々な妨害（下画面の一部にインクをぶちまける、下画面が上下反転する等）を仕掛けてくる。妨害は3ゲームおきに行われ、中にはプレイヤーの対処により無効化できる妨害も存在する（例：画面の一部にインク→タッチ操作でふきとる）。
一定時間の経過でルールーを呼び出すことが可能。呼び出した場合ワリオの妨害が一定時間無効化される。無効化が切れた後は再び一定時間が経たないと呼び出す事ができない。
ピコピコレース
ドリブル＆スピッツによるカーレースを題材にしたタイムアタックモード。操作タイプはピコピコ。
このモードでは3DS本体を上に傾けるとプチゲームのスピードが上がり、下に傾けるとスピードが下がる。このスピード操作でゲームの難易度を調節しながら、全15ゲームをいかに早くプレイできるかが目的となる。
ゲームをミスするとライフを失うほか、ペナルティとして10秒分のタイムロスがスコアに加算される。
ライフを全て失った段階で残りゲーム数がある場合リタイアとなり、スコアは記録されない。なお15ゲーム目で最後のライフを失った場合はリタイアでなくゴール扱いとなる。
ノンストップ
このモードでは上画面担当のカット、下画面担当のアナが交互に出題するプチゲームをクリアしていく。
通常ではプチゲームとプチゲームの間に成功･失敗判定やインターバルが存在するが、このモードではプチゲームが終わった瞬間すぐさまもう1つの画面に表示された次のゲームがスタートし、文字通りノンストップでゲームをクリアしていく事になる。
操作タイプは ピコピコ/ウルトラ･ガイドなし の2コースから選択。
たいせん
無線通信を行うことで2人が同時に同じゲームに挑戦する対戦モード。操作キャラクターはヤング･クリケットとマスター･マンティスのどちらかになる。
ゲームをミスする事で先にライフが無くなった方の負け。同時にライフ0となった場合サドンデスに移行し、どちらかが単独でクリアした時に決着。またゲーム開始前にライフの数を標準の4つからハンディキャップとして減らす事もできる。

### ガチャコロン
ストーリーモードを進めたり、チャレンジのモードをプレイしたりすると貰えるコインを使ってカプセルトイを模した『ガチャコロン』を回す事ができる。ガチャコロンの景品は『ゴチャルーム』に格納され、自由なタイミングで閲覧・遊ぶ事ができる。
ガチャコロンの景品は以下の種類に分けられる。
- ミニゲーム … プチゲームの拡大版や過去のゲームのリメイクなどのおまけゲームを遊ぶ事ができる。
- でんわ … 電話機もしくは獲得した電話機を使ってかけられる電話番号。電話をかけることでメッセージを読むことができる。
- ムービー … ストーリーモードで流れるムービー。この種類の景品のみストーリーをクリアしていく事で集められる。
- アフレコ … 上記ムービーに3DSのマイク機能を利用してアフレコを行うことができる。
- カード … 登場キャラクターが描かれたトレーディングカードのようなもの。
- ニンコレ … 任天堂製品のイラストや写真、製品の説明を見ることができる。
- レコード … ゲーム中のBGMや過去シリーズの楽曲等を聴く事ができる。タッチペンで手回し再生する事も可能。
- その他 … 上記分類に当てはまらないもの。スタッフロールもここに登録される。

ワリオカード
景品を全て集めきると、上記景品のカードを使って実際にカードゲームを行う『ワリオカード』モードが遊べるようになる。
このモードが開放されるとカードのみを景品とした『ガチャペロン』がガチャコロンに代わって設置され、ガチャコロンで手に入れたCランクのカードよりレア度の高いA～Bランクのカードを手に入れることができるようになる。ただしガチャコロンとは異なり、既に入手している景品（カード）を重複して引き当ててしまう可能性も存在する。